# Kenneth Utt
Kenneth Utt (* 13. Juli 1921 in Winston-Salem, North Carolina; † 19. Januar 1994 in New York City) war ein US-amerikanischer Filmproduzent und Schauspieler.
Für die Produktion der Literaturverfilmung Das Schweigen der Lämmer wurde er 1992 gemeinsam mit Edward Saxon und Ron Bozman mit dem Oscar für den Besten Film ausgezeichnet.

## Leben
Utt studierte am Elon College in North Carolina. Im Anschluss erhielt er ein Stipendium für die Juilliard School. Utt wollte Opernsänger werden.
Während des Zweiten Weltkriegs diente Utt im United States Army Air Corps. Nach dem Krieg ging er nach New York und arbeitete als Schauspieler für Theater, Radio, Fernsehen und Film. Utt nahm eine Tätigkeit als Stage Manager am Broadway auf und ging dann zu Beginn der 1960er Jahre als Production Manager und Produzent zum Fernsehen. Ab dem Übergang zu den 1970er Jahren war er auch als Produzent an Kinofilmen beteiligt, zunächst als Associate Producer. Utt blieb weiterhin auch als Production Manager tätig.
Beginnend mit Gefährliche Freundin aus dem Jahr 1986 produzierte er mehrere Filme des Regisseurs Jonathan Demme. Höhepunkt dieser Zusammenarbeit war der mehrfach mit dem Oscar ausgezeichnete Film Das Schweigen der Lämmer aus dem Jahr 1991. 1992 wurde Utt zusammen mit Edward Saxon und Ron Bozman für die Produktion von Das Schweigen der Lämmer mit dem Oscar in der Kategorie Bester Film ausgezeichnet. Zudem erhielten sie den Directors Guild of America Award. Die Produzenten des Films wurde jeweils als Motion Picture Producer of the Year geehrt. Utt hatte in diesem Film eine kleine Nebenrolle als Pathologe gespielt.
Utt starb am 19. Januar 1994 im Mount Sinai Hospital im New Yorker Stadtteil Manhattan im Alter von 72 Jahren an Knochenkrebs.
Utt war mit Angie Utt verheiratet und Vater zweier Kinder, des Sohnes Tim Utt und der Tochter Robin Utt Fajardo.

## Filmografie (Auswahl)
Associate Producer
- 1962–1965: Preston & Preston (The Defenders, Fernsehserie, 11 Episoden)
- 1966: Hawk (Fernsehserie, 14 Episoden)
- 1967: N.Y.P.D. (Fernsehserie, 3 Episoden)
- 1967: Coronet Blue (Fernsehserie, 13 Episoden)
- 1968: Rosen für die Lady (The Subject Was Roses)
- 1969: Asphalt-Cowboy (Midnight Cowboy)
- 1970: Die Harten und die Zarten (The Boys in the Band)
- 1970: The People Next Door
- 1971: Brennpunkt Brooklyn (The French Connection)
- 1973: The Connection (Fernsehfilm)
- 1973: Mr. Inside/Mr. Outside (Fernsehfilm)
- 1973: Godspell: A Musical Based on the Gospel According to St. Matthew
- 1975–1976: Movin’ On (Fernsehserie, 11 Episoden)
- 1979: Hinter dem Rampenlicht (All That Jazz)
- 1981: Der Augenzeuge (Eyewitness)
- 1982: In der Stille der Nacht (Still of the Night)
- 1985: Die Himmelsstürmer (Catholic Boys)
- 1986: Power

Producer
- 1983: Star 80
- 1986: Vietnam Adieu (Intimate Strangers, Fernsehfilm)
- 1986: Gefährliche Freundin (Something Wild)
- 1988: Die Mafiosi-Braut (Married to the Mob)
- 1991: Das Schweigen der Lämmer (The Silence of the Lambs)

Executive Producer
- 1973: Die Seven-Ups (The Seven-Ups)
- 1993: Philadelphia

Schauspieler
- 1986: Gefährliche Freundin (Something Wild)
- 1988: Die Mafiosi-Braut (Married to the Mob)
- 1990: Miami Blues
- 1991: Das Schweigen der Lämmer (The Silence of the Lambs)
- 1991: Dogfight
- 1993: Philadelphia
- 1994: No Panic – Gute Geiseln sind selten (The Ref)

## Auszeichnungen
- 1973: Directors Guild of America Award Outstanding Directorial Achievement in Musical/Variety für Liza with a Z
- 1992: Oscar in der Kategorie Bester Film für Das Schweigen der Lämmer
- 1992: Directors Guild of America Award Motion Picture Producer of the Year für Das Schweigen der Lämmer
- 1992: Nominiert BAFTA Award Bester Film für Das Schweigen der Lämmer
- 1992: PGA Award Outstanding Producer of Theatrical Motion Pictures für Das Schweigen der Lämmer